# Girolamo Mocetto
Girolamo Mocetto, né vers 1470 à Murano (République de Venise) et mort après 1531 à Venise, est un peintre, graveur, maître verrier actif entre 1490 et 1530.

## Biographie
La famille de Mocetto est constituée de plusieurs peintres sur verre. La date exacte de sa naissance est inconnue, cependant bien qu'on a longtemps pensé qu'il était né dans les années 1450, de plus récentes études ont déterminé que c'était dû à la mauvaise lecture d'un document. On est arrivé à la date de « vers 1470 » en considérant les dates connues de son mariage de 1494 et celui de son grand-père de 1445 considérant qu'ils se sont tous mariés à l'âge d'entre 20 et 25.
Girolamo Mocetto pourrait être le « Hieronymo depentor » (le « peintre Jérôme ») qui a rejoint une grande équipe travaillant sous la supervision de Giovanni Bellini et ayant peint la grande salle du conseil du palais des Doges à Venise en 1507. Il aurait cependant déjà réalisé des gravures du style de Bellini plusieurs années auparavant.
En 1517, il peint la façade d'une maison à Vérone — les propriétaires s'appelant également Mocetto, il est possible qu'ils soient parents. On trouve enfin des traces de lui en août 1531, ayant signé un testament à Venise léguant ses propriétés à son fils Domenico.
Bien qu'il n'y ait aucune constance sur le fait qu'il ait été formé ou vécu hors de Venise, il y a des indications significatives concernant le fait qu'il ait au moins séjourné à Mantoue. Plusieurs impressions de l'estampe Judith et Holopherne portent des filigranes de cette ville, et l'estampe elle-même ressemble beaucoup à l'œuvre de Giulio Campagnola, dont on sait qu'il a vécu dans cette ville en 1499,.

## Œuvre

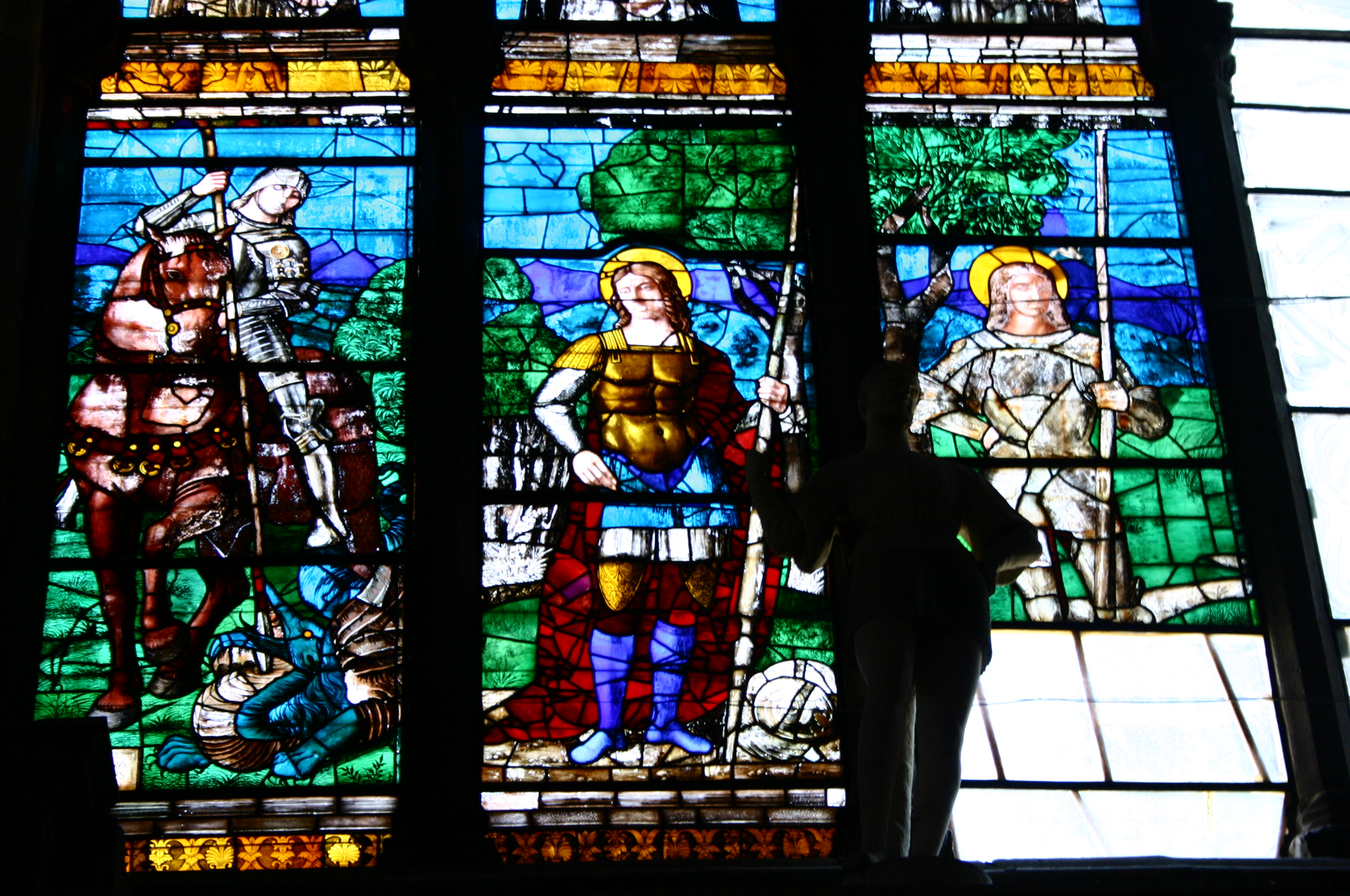
Les Saints Théodore, Jean et Paul, vitraux de la basilique San Zanipolo, Venise, vers 1515

Il a été fortement influencé par Domenico Morone, Giovanni Bellini, Bartolomeo Cincani, Cima da Conegliano et surtout Andrea Mantegna. Il est plus important comme graveur et ses gravures de reproductions sont celles qui ont eu le plus de succès.

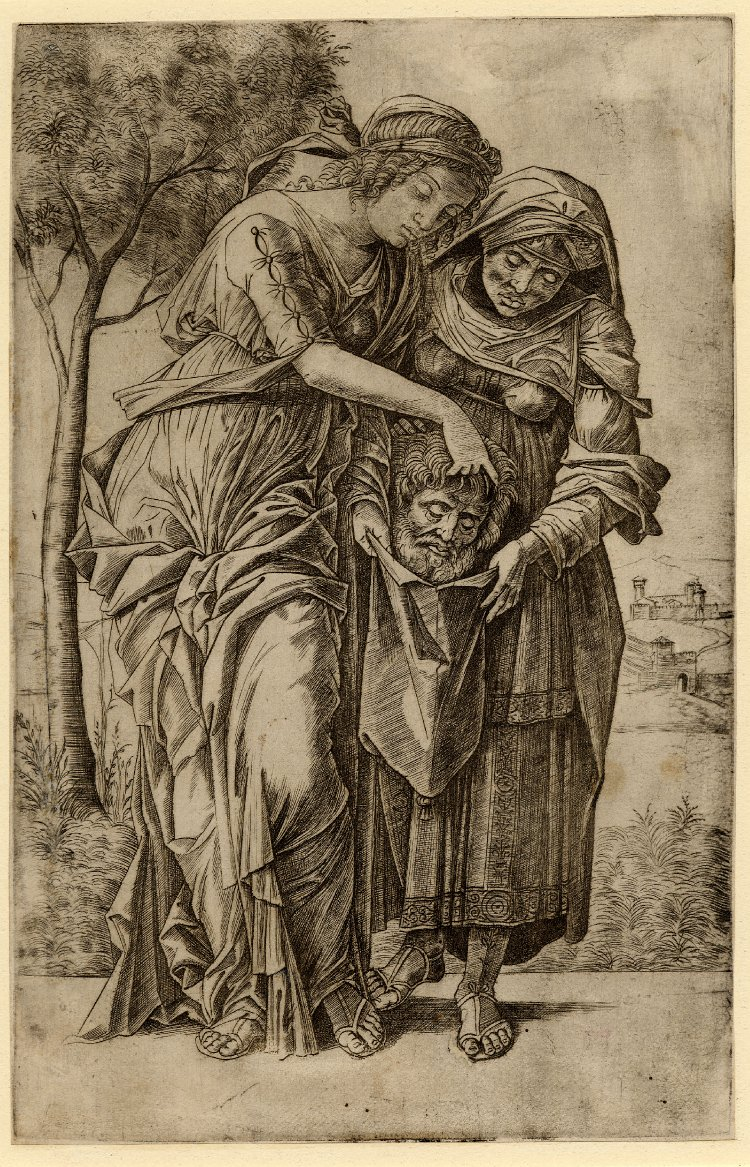
Judith et Holopherne (ca. 1500-1505), gravure d'après une œuvre d'Andrea Mantegna. Ici, l'état II. Dans le premier état, l'arrière-plan est vide ; le paysage a été ajouté dès le deuxième état, probablement plusieurs années plus tard.

Aucune des œuvres de Mocetto n'a été datée d'avant 1490 et les seules clairement datables sont des illustrations, ne comportant pas de figures, dans un livre publié en 1514 ; il est donc difficile d'établir une chronologie de son style. Un total de 17 gravures de sa main ont survécu, ainsi que 10 peintures et plusieurs panneaux de vitraux,.
Alors que les peintures de Mocetto « sont peu originales en forme et au mieux moyennes en qualité », ses gravures sont, elles, plus substantielles. Elles sont généralement de grand format et plusieurs d'entre elles ont été imprimées à partir de plusieurs plaques ; la plupart semblent être des gravures de reproduction de peintures (de lui-même ou d'autres).
Son style varie peu : son œuvre est « indisciplinée » voire « naïve » et est marquée par une application lâche et libre de hachures denses,. Judith et Holopherne est son estampe la plus connue et est basée (inversée) sur une œuvre d'Andrea Mantegna connue grâce à d'autres copies, datant probablement des années 1490, avec un paysage de style vénitien ajouté dans un second état, probablement plusieurs années plus tard,. Dans une estampe conservée au British Museum, il « a pressé l'encre dessus avec un tissu pour produire un ton de surface avec motifs ». Un groupe de gravures basées sur des croquis de Mantegna et de son entourage semblent précéder un autre groupe qui utilise ses propres croquis ; un autre copie ou s'inspire du style de Giovanni Bellini. Il y a des indications que, contrairement aux estampes de l'entourage de Mantegna d'après des croquis de ce dernier, celles de Mocetto n'étaient pas produites sous la supervision du maître.
Des œuvres de Mocetto pour vitraux, ses panneaux pour la basilique San Zanipolo (vers 1515) sont considérés comme les plus réussis.
Les peintures du plafond de la salle vénitienne du musée Jacquemart-André sont attribués à Girolamo Mocetto. Le dossier d'oeuvre au musée indique qui'ils ont été acquis à Venise auprès de la famille Guggenheim en 1886 et mis en place à Paris en 1894 dans un encadrement à caisson en bois doré commandé à Pellarini à Venise. 

### Galerie

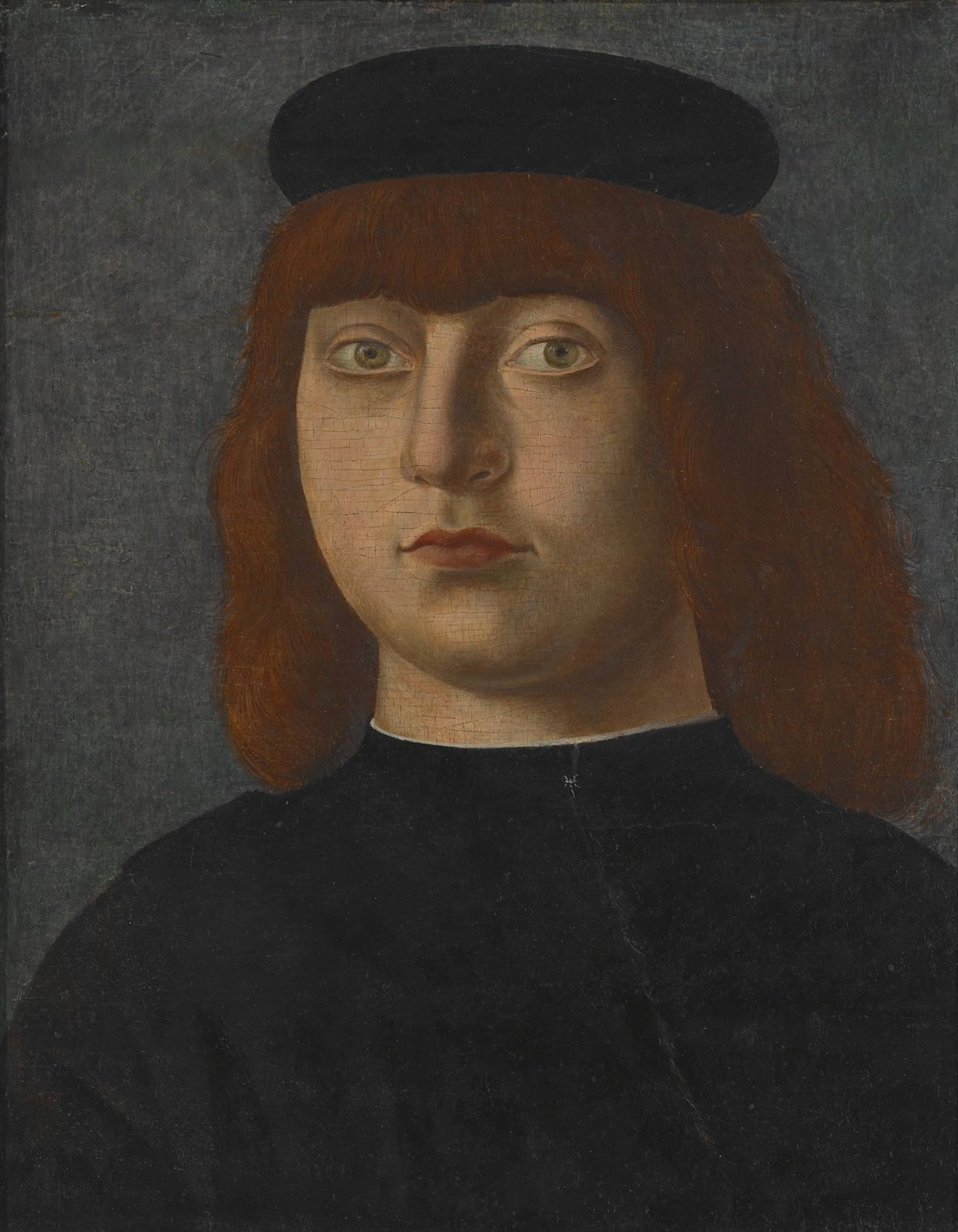
Portrait d'un gentilhomme, tempera et huile sur panneau. 31,1 × 24,8 cm
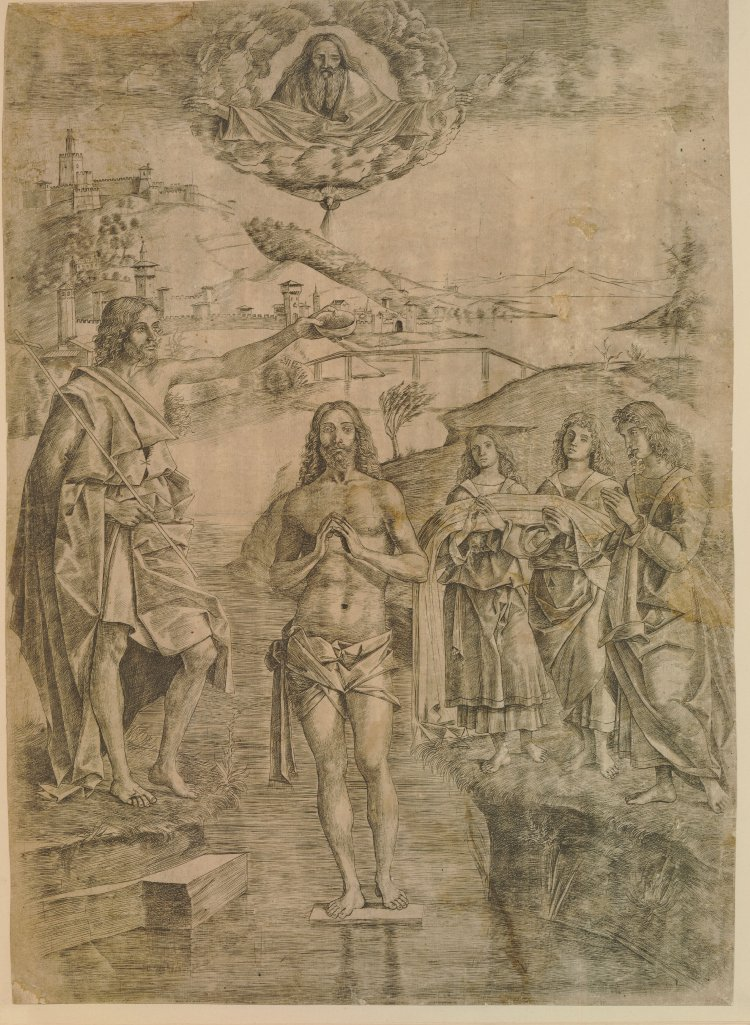
Le Baptême du Christ, gravure. This particular work is after Bellini's Baptême du Christ (1500–1502)
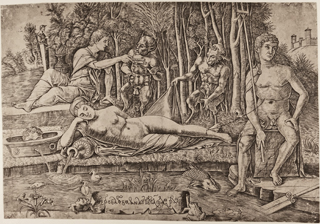
La Metamorphose de Amymone, gravure
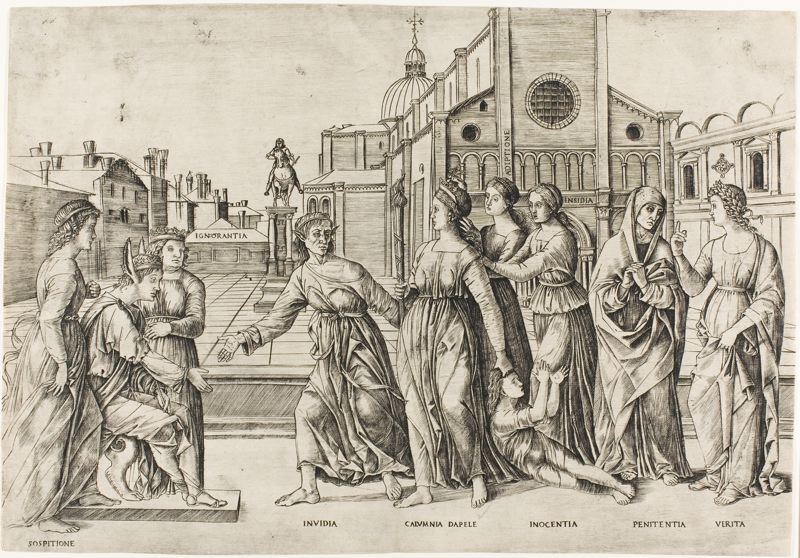
La Calomnie d'Apelle, gravure